# محوطه ده کهنه کتیره کوژراو
محوطه ده کهنه کتیره کوژراو در شهرستان سقز، بخش مرکزی، روستای گویزه واقع شده و این اثر در تاریخ ۲۳ شهریور ۱۳۸۲ با شمارهٔ ثبت ۱۰۰۷۵ به‌عنوان یکی از آثار ملی ایران به ثبت رسیده است.